# Onychocamptus talipes
Onychocamptus talipes är en kräftdjursart som först beskrevs av C. B. Wilson 1932.  Onychocamptus talipes ingår i släktet Onychocamptus och familjen Laophontidae. Inga underarter finns listade i Catalogue of Life.